# Фролов, Пётр Васильевич (сценарист)
Пётр Васи́льевич Фроло́в (8 июня 1915, Каменск, Российская империя — 31 марта 1993, Москва, Россия) — советский сценарист и редактор. Заслуженный работник культуры РСФСР (1986).

## Биография
Пётр Фролов родился 8 июня 1915 года в Каменске. Его родители назвали его в честь известного горного инженера и 6-го Томского губернатора Петра Козьмича Фролова.
C 11 по 15 лет был разносчиком газет в Каменске. В 1930—1931 году стал учеником в пекарне.
В 1936 году окончил Московский техникум.
В 26 лет, в период Великой Отечественной войны: механик радио-самолётных установок Бакинской армии Закавказского фронта, демобилизовался в 1944 году.
В 29 лет пошёл работать корреспондентом фронтовой газеты «За отечество».
С 1945 года по 1948 был секретарём редакции дивизионной газеты «Красноармеец».
В 1950 году окончил сценарный факультет ВГИКа.
С 1950 года 3 года работал редактором сценарного отдела «Мосфильма».
С 1953 года ещё 3 года был начальником Информационно-рекламного отдела «Совэкспортфильма».
С 1956 года по 1959 год был начальником сценарного отдела, а с 1959 года — редактор.
С 1982 года стал заместителем главного редактора студии «Союзмультфильм». Автор сценария ряда заказных фильмов. Как драматург работал c Б. П. Бутаковым, М. А. Ботовым, В. Д. Арсентьевым, В. И. Пекарем, Ю. А. Прытковым и другими режиссёрами.
В 1987 году вышел на пенсию, и на этом его карьера завершилась. За свою жизнь он участвовал в создании более 70 мультфильмов.
Пётр Фролов умер 31 марта 1993 года в Москве. Похоронен на Домодедовском кладбище.

## Фильмография

### Сценарист
- «Кто виноват?» (1964)
- «Зайдите, пожалуйста!» (1966)
- «Дорожное происшествие» (1968)
- «Десять лет спустя» (1969)
- «Новогоднее происшествие» (1970)
- «Старая фотография» (1971)
- «Как это случилось» (1973)
- «Шутник» (1974)
- «Среди хлебов спелых» (1975)
- «Земля моя» (1976)
- «Пятачок» (1977)
- «Пациент с бутылкой» (1979)
- «Тайна жёлтого куста» (1982)

### Редактор
- «„Железные друзья“» (1960)
- «Козлёнок» (1961)
- «Мук (Мультипликационный Крокодил) N4» (1961)
- «Мук (Мультипликационный Крокодил) N5» (1961)
- «Мук (Мультипликационный Крокодил) N6» (1961)
- «Зелёный змий» (1962)
- «История одного преступления» (1962)
- «Кто виноват?» (1964)(как редактор не указан)
- «Ваше здоровье!» (1965)
- «Чьи в лесу шишки?» (1965)
- «Агент Г. С.» (1966)
- «Жёлтик» (1966)
- «Могло случиться» (1967)
- «Песенка мышонка» (1967)
- «С кем поведёшься» (1967)
- «Четверо с одного двора» (1967)
- «Орлёнок» (1968)
- «Светлячок № 8» (1968)
- «Случилось это зимой» (1968)
- «Чуня» (1968)
- «Лиса, медведь и мотоцикл с коляской» (1969)
- «Умка» (1969)
- «Дети и спички» (1969)
- «Умка ищет друга» (1970)
- «Катерок» (1970)
- «Приключения Огуречика» (1970)
- «Без этого нельзя» (1971)
- «Зелёный кузнечик» (1972)
- «Коля, Оля и Архимед» (1972)
- «Ты враг или друг?» (1972)
- «С днём рождения!» (1972)
- «Просчитался» (1972)
- «Индекс» (1972)
- «Кто меня толкнул?» (1973)
- «Сокровища затонувших кораблей» (1973)
- «На юг, на юг» (1973)
- «Шапка-невидимка» (1973)
- «Чудо без чудес» (1973)
- «Как львёнок и черепаха пели песню» (1974)
- «Мешок яблок» (1974)
- «Молодильные яблоки» (1974)
- «В порту» (1975)
- «На лесной тропе» (1975)
- «Илья Муромец (Пролог)» (1975)
- «Уроки наших предков» (1975)
- «Детский альбом» (1976)
- «Легенда о старом маяке» (1976)
- «Храбрец-удалец» (1976)
- «Младший брат» (1976)
- «Волшебная камера» (1976)
- «Мальчик-с-пальчик» (1977)
- «Вот так новоселье» (1977)
- «Вагончик» (1978)
- «Горный мастер» (1978)
- «Илья Муромец и Соловей-разбойник» (1978)
- «Кто побудет с детьми?» (1978)
- «Барс лесных дорог» (1978)
- «Золушка» (1979)
- «Где же медвежонок?» (1979)
- «Мореплавание Солнышкина» (1980)
- «Говорящие руки Траванкора» (1981)
- «День рождения бабушки» (1981)
- «Недобрая ладо» (1981)
- «Однажды утром» (1981)
- «Верное средство» (1982)
- «Охотник и его сын» (1982)
- «Чучело-Мяучело» (1982)
- «Пилюля» (1983)
- «Путь в вечность» (1983)
- «Сказка об очень высоком человеке» (1983)
- «Слоненок и письмо» (1983)
- «Снегирь» (1983)
- «А что ты умеешь?» (1984)
- «Картинки с выставки» (1984)
- «Не опоздал» (1984)
- «Разрешите погулять с вашей собакой» (1984)
- «То ли птица, то ли зверь» (1984)
- «Загадка сфинкса» (1985)
- «Пропал Петя-петушок» (1985)
- «Сказ о Евпатии Коловрате» (1985)
- «Танцы кукол» (1985)
- «Терёхина таратайка» (1985)
- «Королевский бутерброд» (1985)
- «По собственному желанию» (1986)
- «Диалог. Крот и яйцо» (1987)
- «Мышь и верблюд» (1987)
- «Счастливый Григорий» (1987)
- «Седой медведь» (1988)